# Adelheidstraße 10 (Quedlinburg)

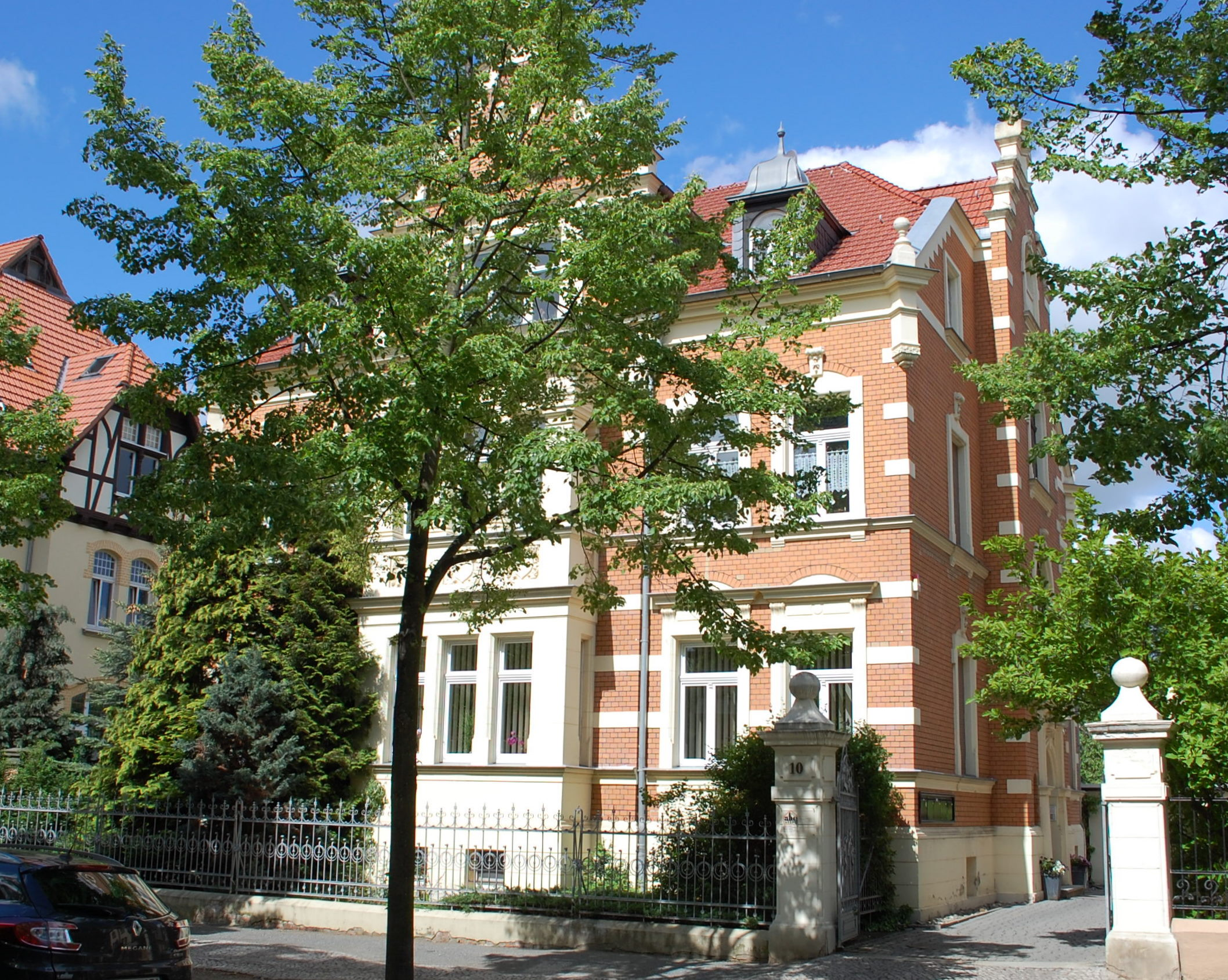
Adelheidstraße 10

Das Haus Adelheidstraße 10 ist eine denkmalgeschützte Villa in der Stadt Quedlinburg in Sachsen-Anhalt.

## Architektur und Geschichte
Die Villa entstand 1902 im Stil der Neorenaissance. Das aus gelben Klinkern errichtete Gebäude lehnt sich in seiner Gestaltung an die Renaissancearchitektur Flanderns an. An der Fassade werden mittels Einsatz von Putz und Sandstein Details der Architektur besonders betont. Das Haus verfügt über Standerker und Risalit. Der Dachbereich wird durch einen Giebel dominiert. Darüber hinaus finden sich dort Lukarne.
Zum Denkmalbereich gehört auch die Einfriedung des Vorgartens.